# Telde
Telde je město na ostrově Gran Canaria, který patří ke španělskému autonomnímu společenství Kanárské ostrovy. Je centrem stejnojmenné obce, kde žije přes 100 000 obyvatel; je druhým největším městem na ostrově po Las Palmas de Gran Canaria a čtvrtým největším na Kanárských ostrovech po Las Palmas, Santa Cruz de Tenerife a San Cristóbal de La Laguna. Je také sídlem biskupa a římskokatolické diecéze.
Město leží na východním pobřeží ostrova 16 km od Las Palmas, prochází jím dálnice GC-1, nachází se zde osobní i nákladní přístav a letiště Gran Canaria. 

## Historie

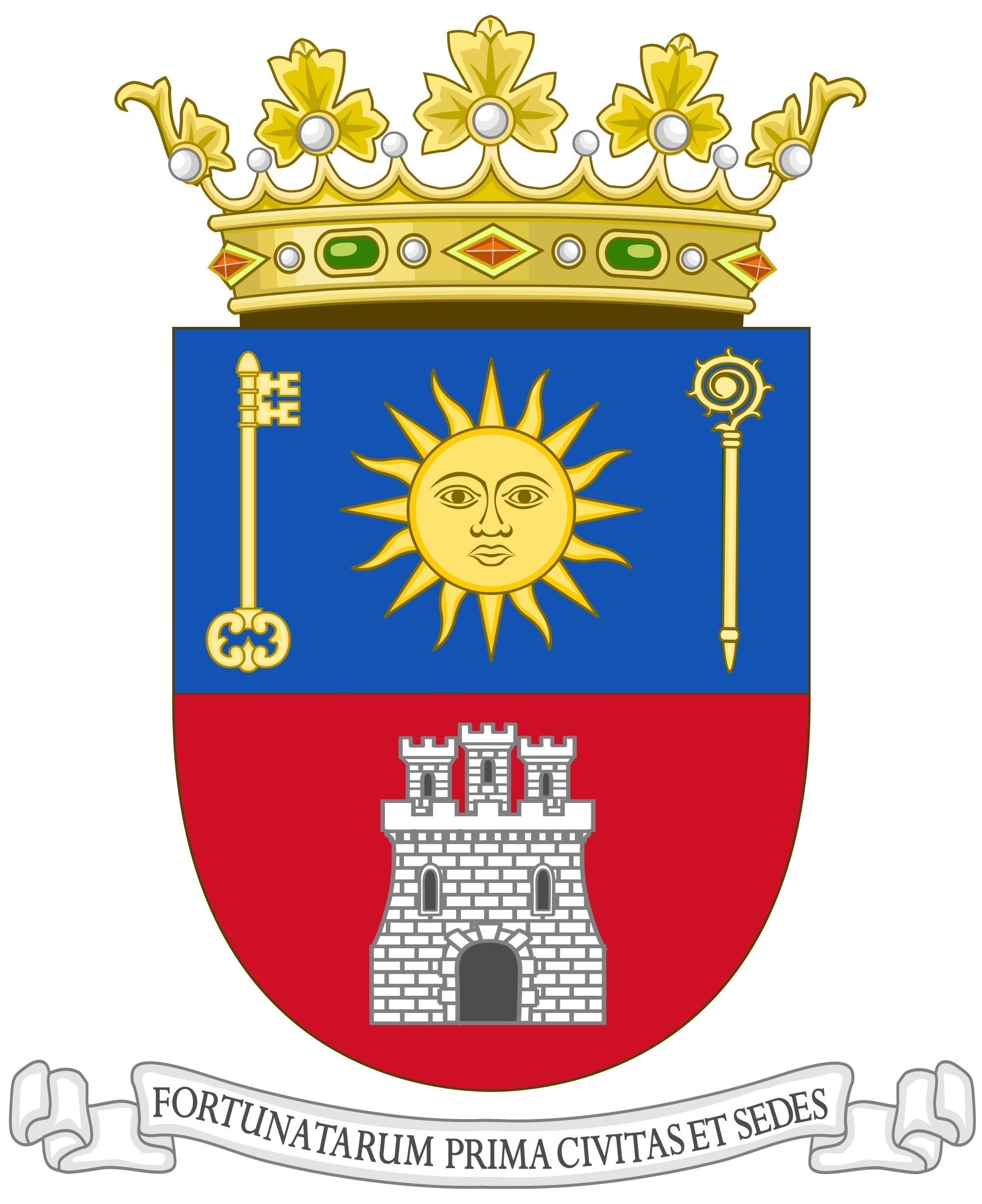
Znak města Telde

Místo patřilo k centrům Guančů. Významnou památkou starověké domorodé kultury je idol zvaný „Venuše z Tary“, vystavený v Las Palmas v Museo Canario. Název města pochází z guančského výrazu telle, což znamená fíkovník. 
Při španělské kolonizaci Kanárských ostrovů sem jako první přišli katoličtí misionářů řádu karmelitánů. První kanárský biskup Bernardo Font, O. Carm. zde byl instalován 7. listopadu 1351. Město založil španělský kolonizátor, zemědělský podnikatel a mecenáš umění Cristobal García del Castillo (1460-1539). 
V odporu Guančů proti španělské kolonizaci se roku 1481 proslavil vůdce Doramas.
Po ovládnutí celého ostrova Španěly bylo Telde centrem obchodu s otroky. 

### Heraldika
Město má ve znaku slunce, biskupskou berlu, klíč a španělskou pevnost. Znak je korunován španělskou královskou korunou. Devisa pod znakem zníːFortunatarum prima civitas et sedes, českyː Šťastlivců první město a sídlo.

## Ekonomika
Město je silně industrializované, má především průmysl chemický, využívající místní ložiska síry,, zpracovatelský a cestovní ruch. Hlavními zemědělskými komoditami jsou rybolov, produkce cukrové třtiny, banánů a rajčat.

## Památky
- Chrám sv. Jana Křtitele - nejstarší památka architektury; trojlodní bazilika je postavena z tmavých vulkanických kamenů; byla založena při španělské kolonizaci roku 1483 rodinou Cristobala Garcíi del Castillo, který je v chrámu pohřben. Je významným příkladem sevillsko-portugalské gotiky, gotické věže byly rekonstruovány koncem 19. století;nad hlavním oltářem visí socha ukřižovaného Krista z kukuřičné hmoty, zhotovená mezi léty 1520-1550 mexickými Indiány kmene Purepecha. Socha Panny Marie Soledad je na bočním oltáři s barokními sochami. Chrám je sídlem biskupa a diecéze.
- Chrám Panny Marie z Tary (La nuestra Señora de la Candelaria de Tara) - druhý nejstarší ve městě, rovněž z vulkanického kamene
- Bronzová socha Poseidóna, řeckého boha moře; 20. století, vyznačuje mělčinu v moři před pláží Melenara.
- 101 archeologických a 709 národopisných lokalit je evidováno v památkovém seznamu.

## Turistika
Turisté přijíždějí především za rekreací na pláže. Dále navštěvují
- jeskynní komplex Cuatro Puertas
- zoologickou a botanickou zahradu
- archeologické a národopisné lokality

## Slavní rodáci
- Fernando León y Castillo (1842-1918)- španělský politik a diplomat
- Juan Negrín (1891-1956) - španělský lékař a politik

## Partnerská města
- San Cristóbal de La Laguna, Tenerife, Španělsko
- Gáldar, Gran Canaria, Španělsko
- Moguer, Španělsko, rodné město zakladatele Telde, Cristobala Garcíi del Castillo
- Chongqing, Čína, rodné město Sanmaa, spisovatele, který v Telde žil[4]

## Galerie

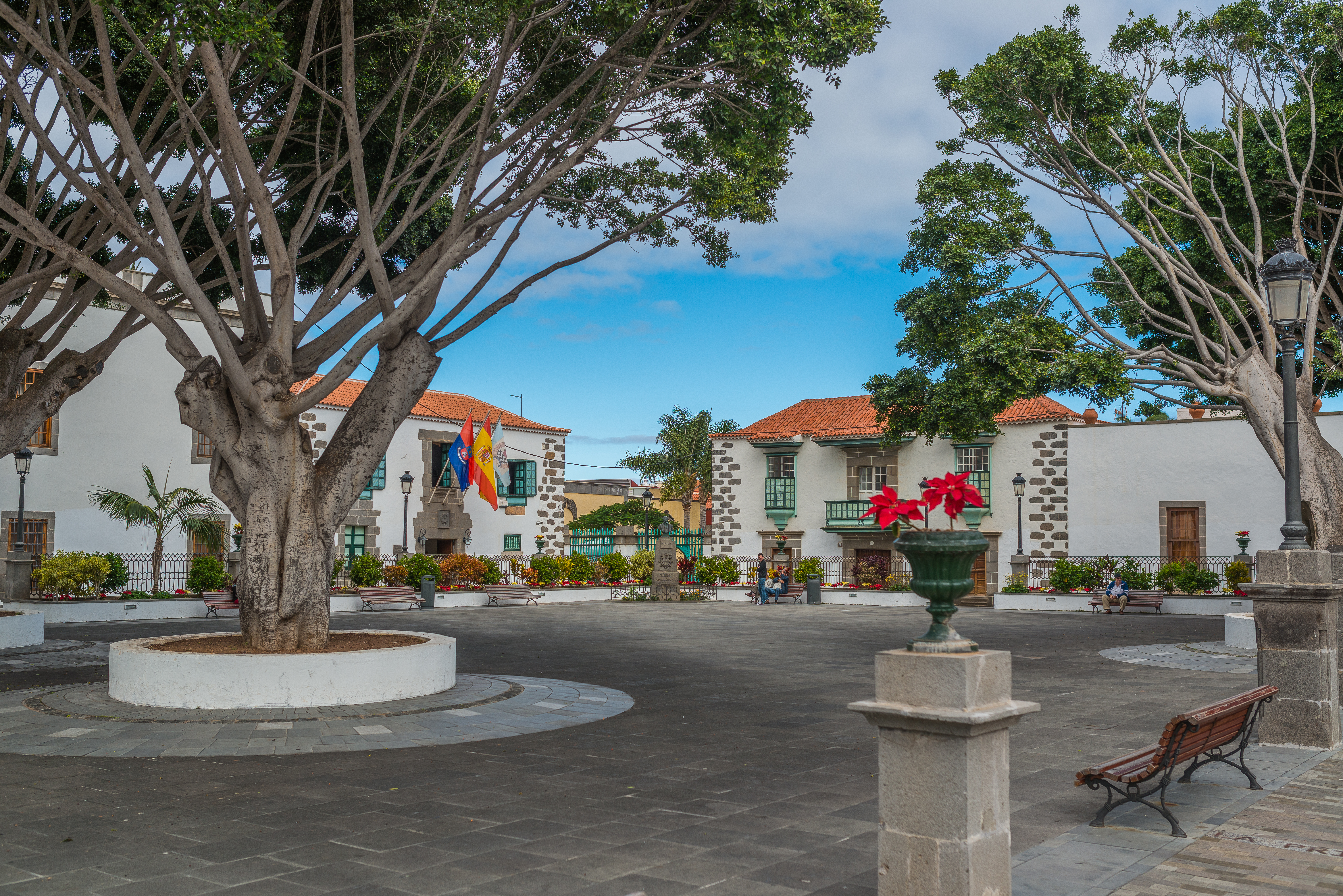
Náměstí sv. Jana  Křtitele s radnicí
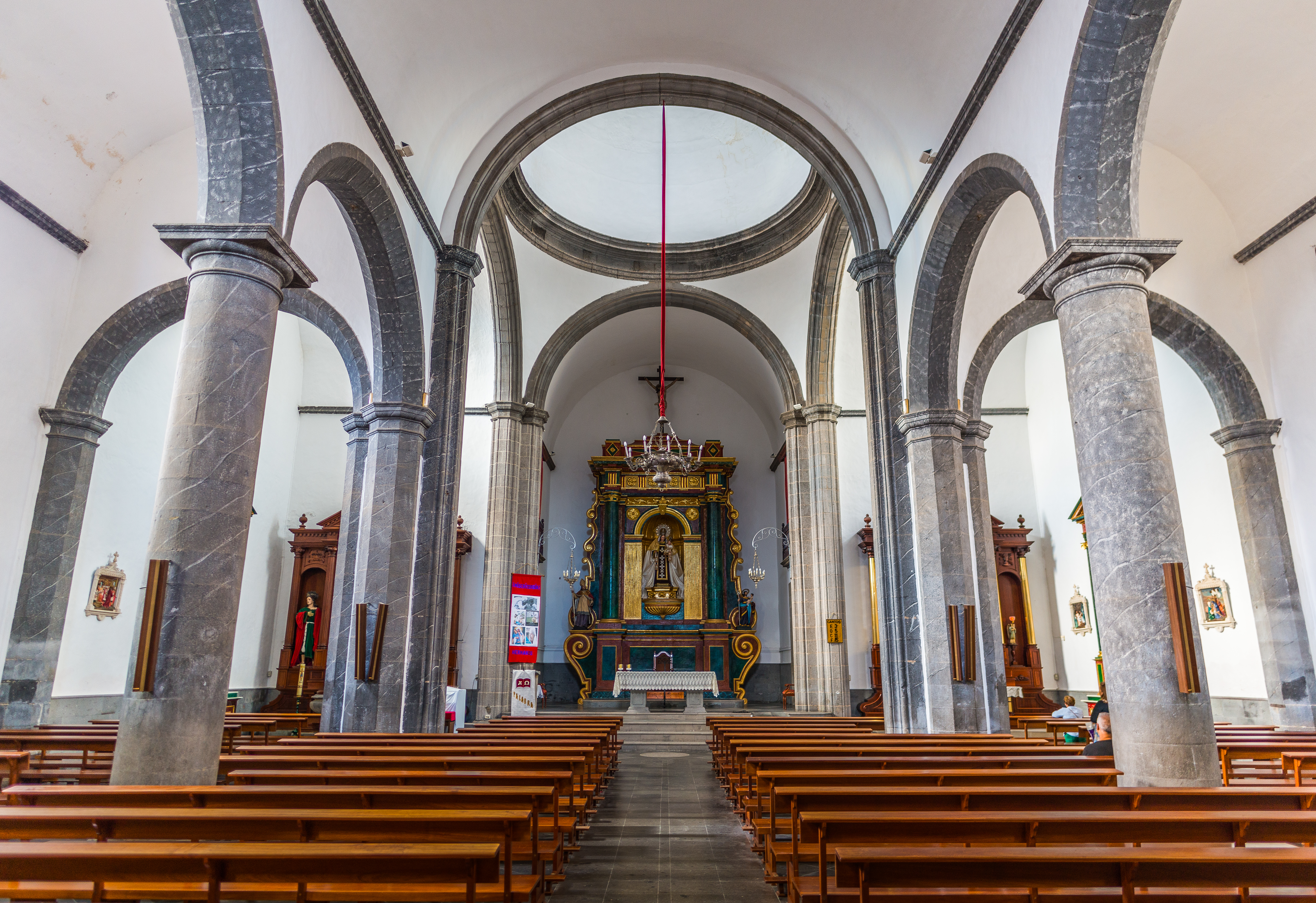
Interiér chrámu sv. Jana Křtitele
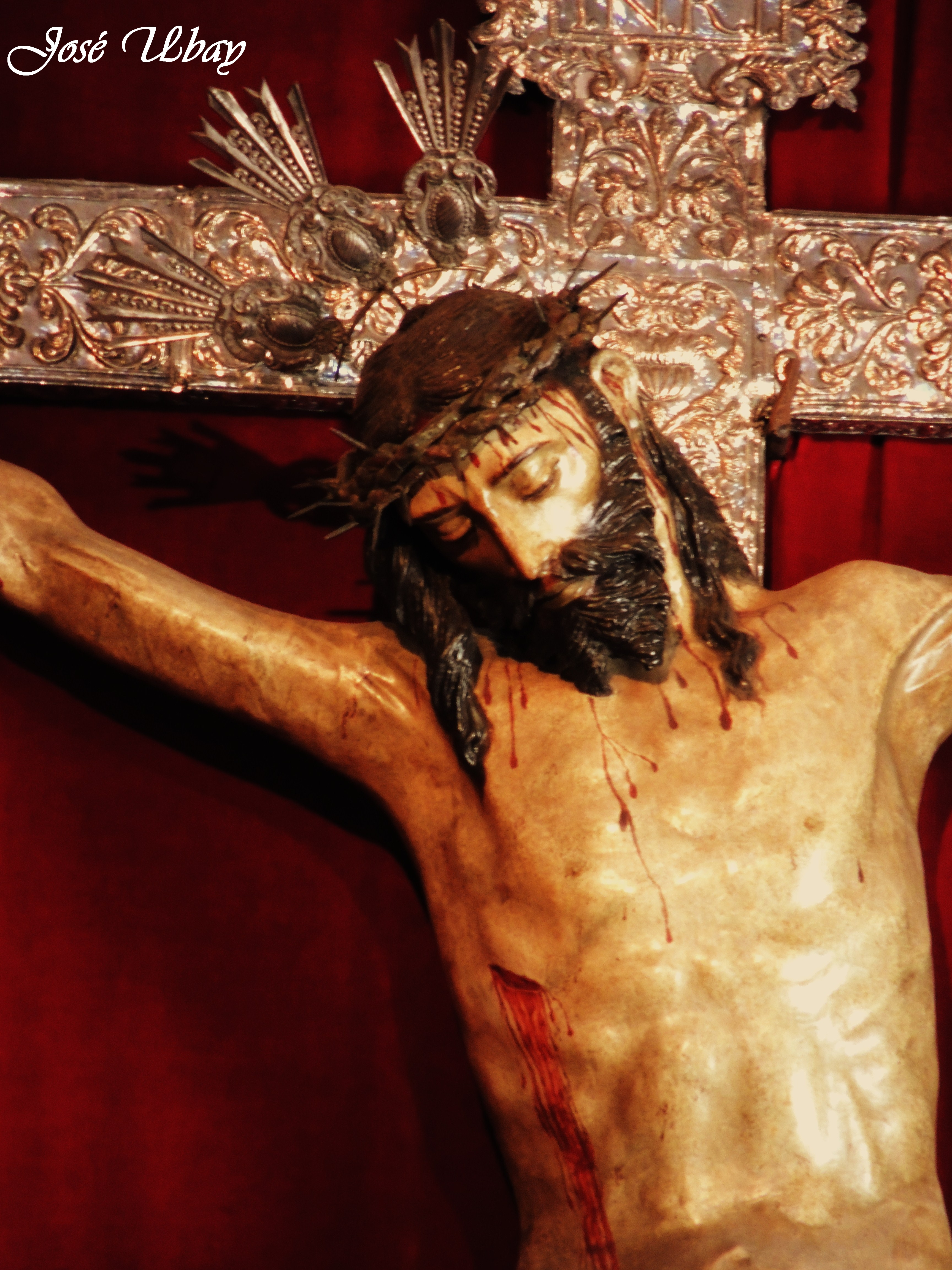
Socha ukřižovaného Krista
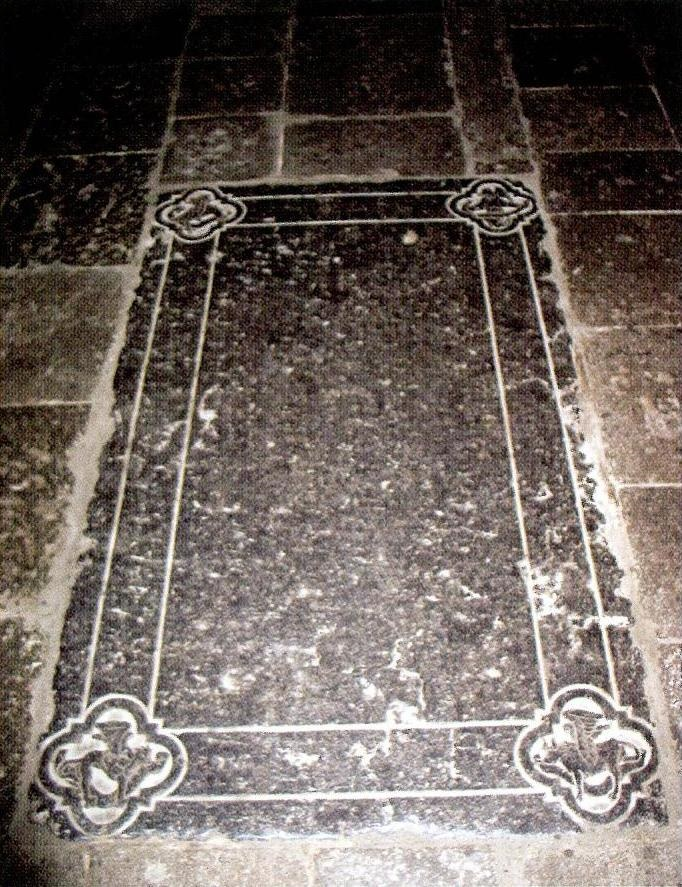
hrob Cristobala Garcíi
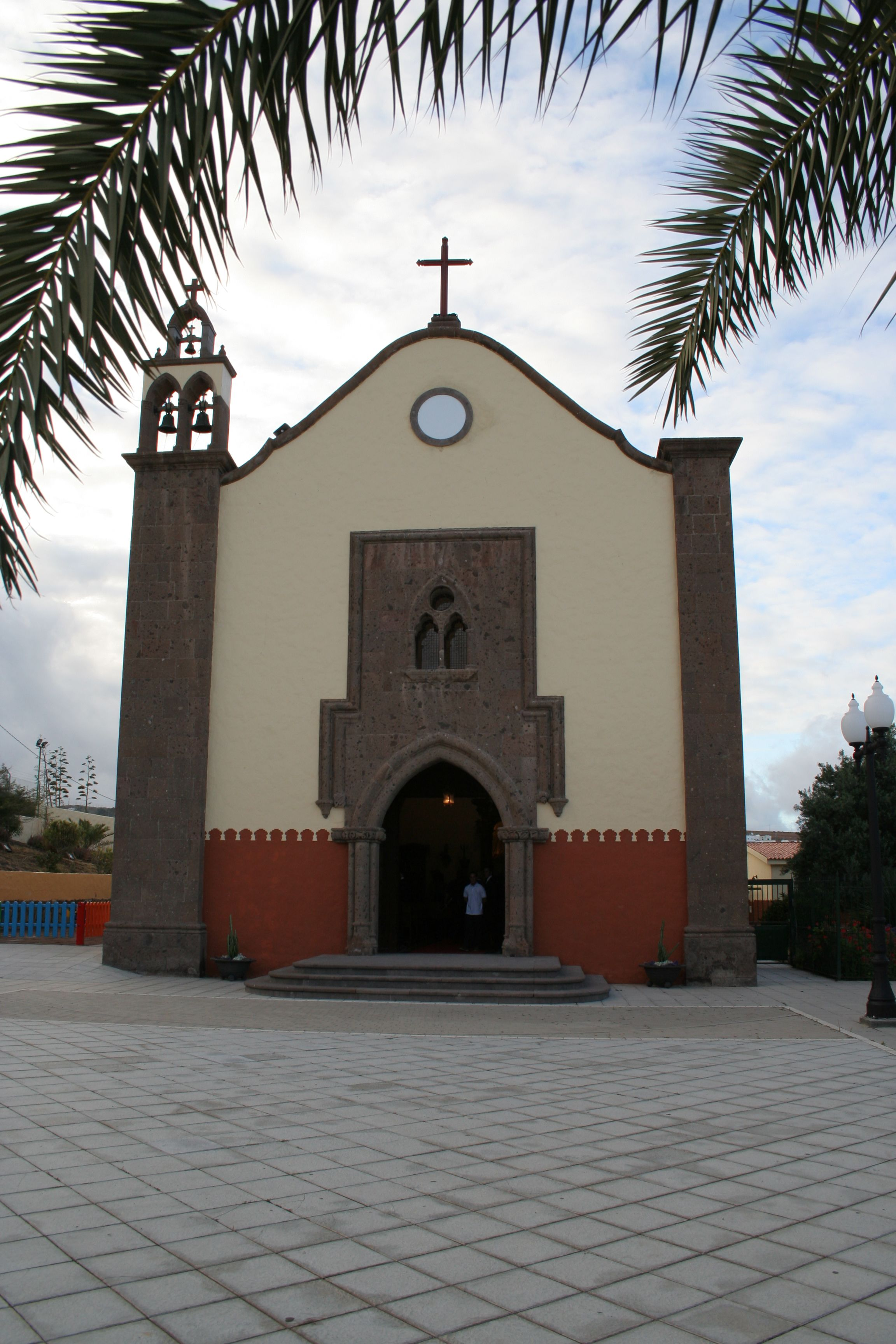
Chrám Panny Marie z Tary
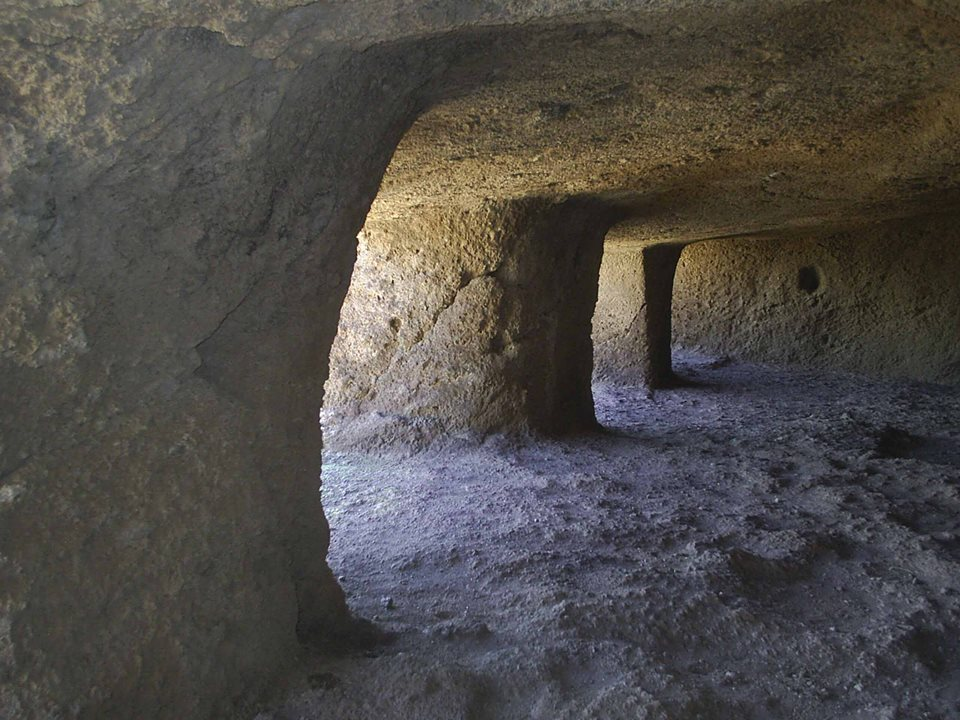
Jeskyně v Cuatro puertas
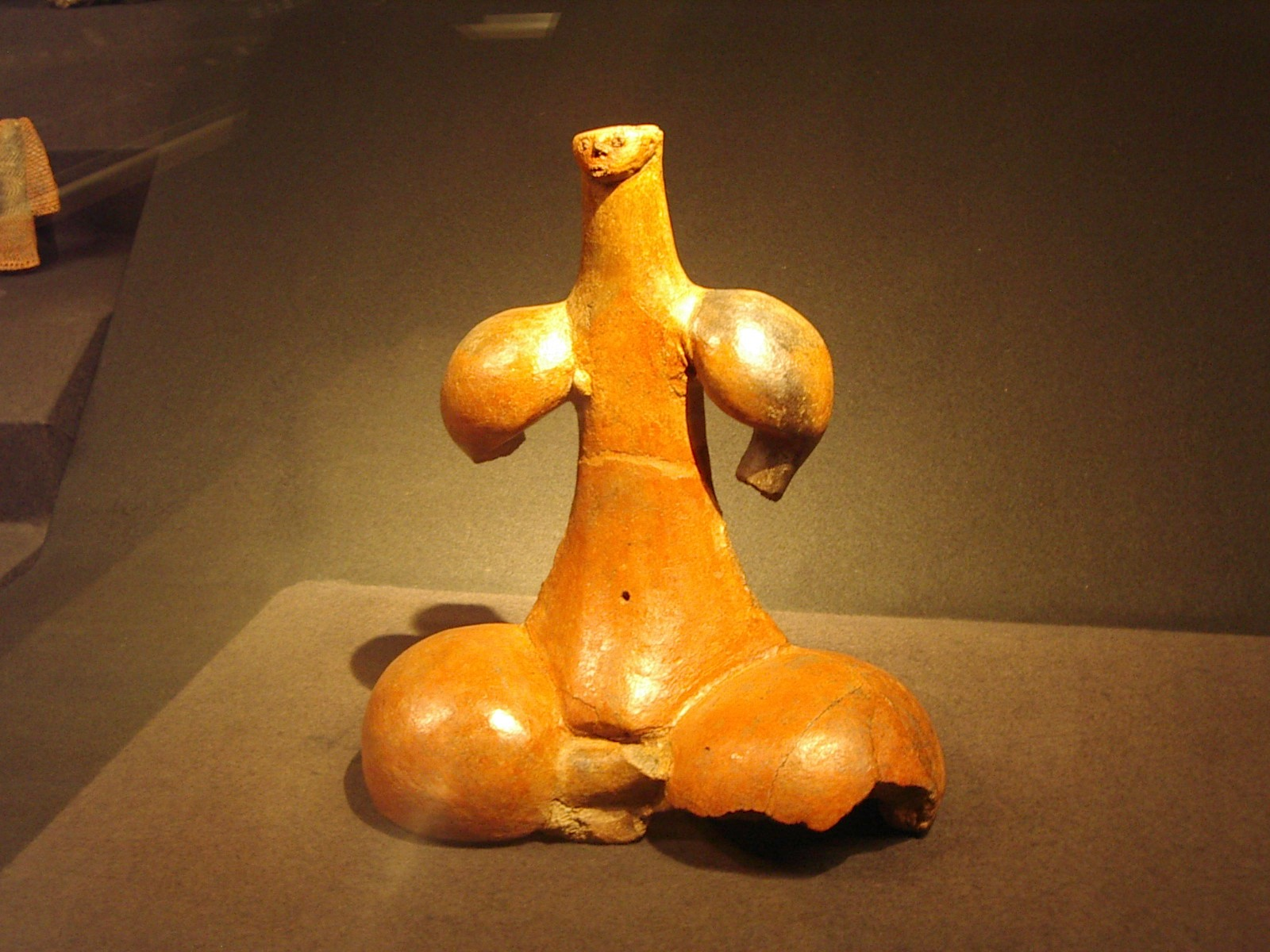
Venuše z Tary
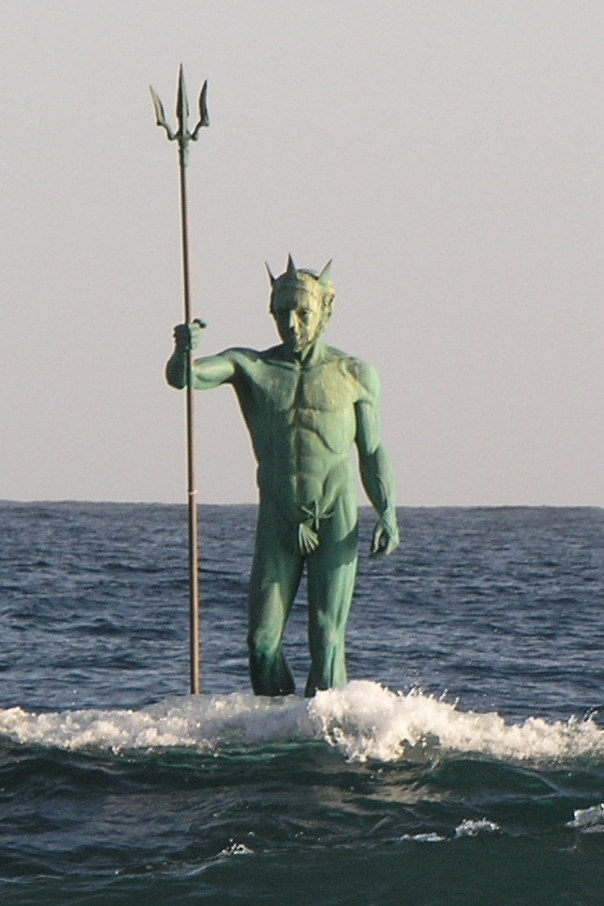
Socha Poseidóna